# كارلوس بيريرا (ملاكم)
كارلوس بيريرا (بالإسبانية: Carlos Pereyra)‏ (مواليد 5 مايو 1911) هو ملاكم أرجنتيني، مثّل بلاده في الألعاب الأولمبية الصيفية 1932.

## روابط خارجية
كارلوس بيريرا على موقع أوليمبيديا (الإنجليزية)